# Tigrisoma lineatum

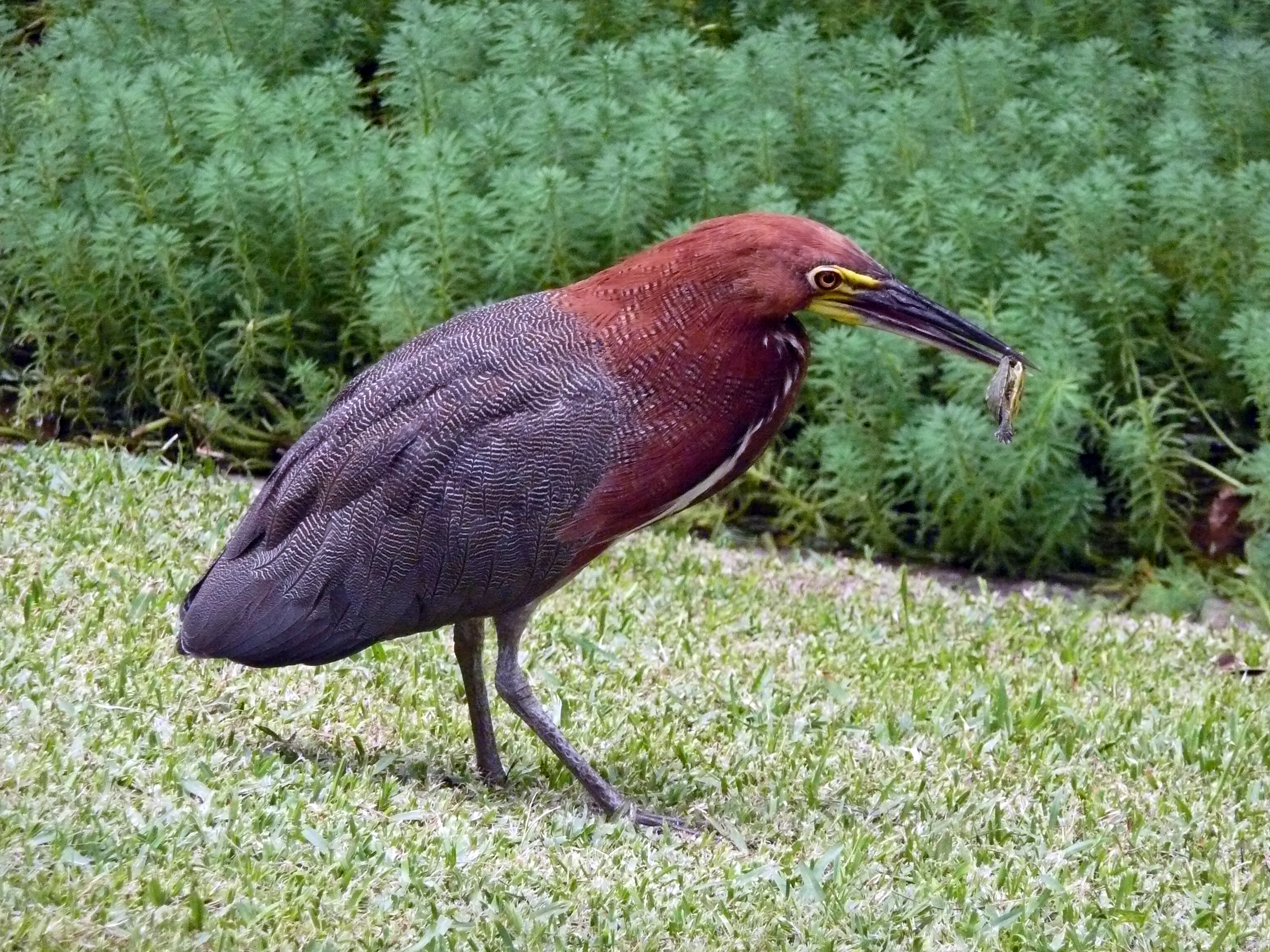
Esemplare con il pesce catturato.

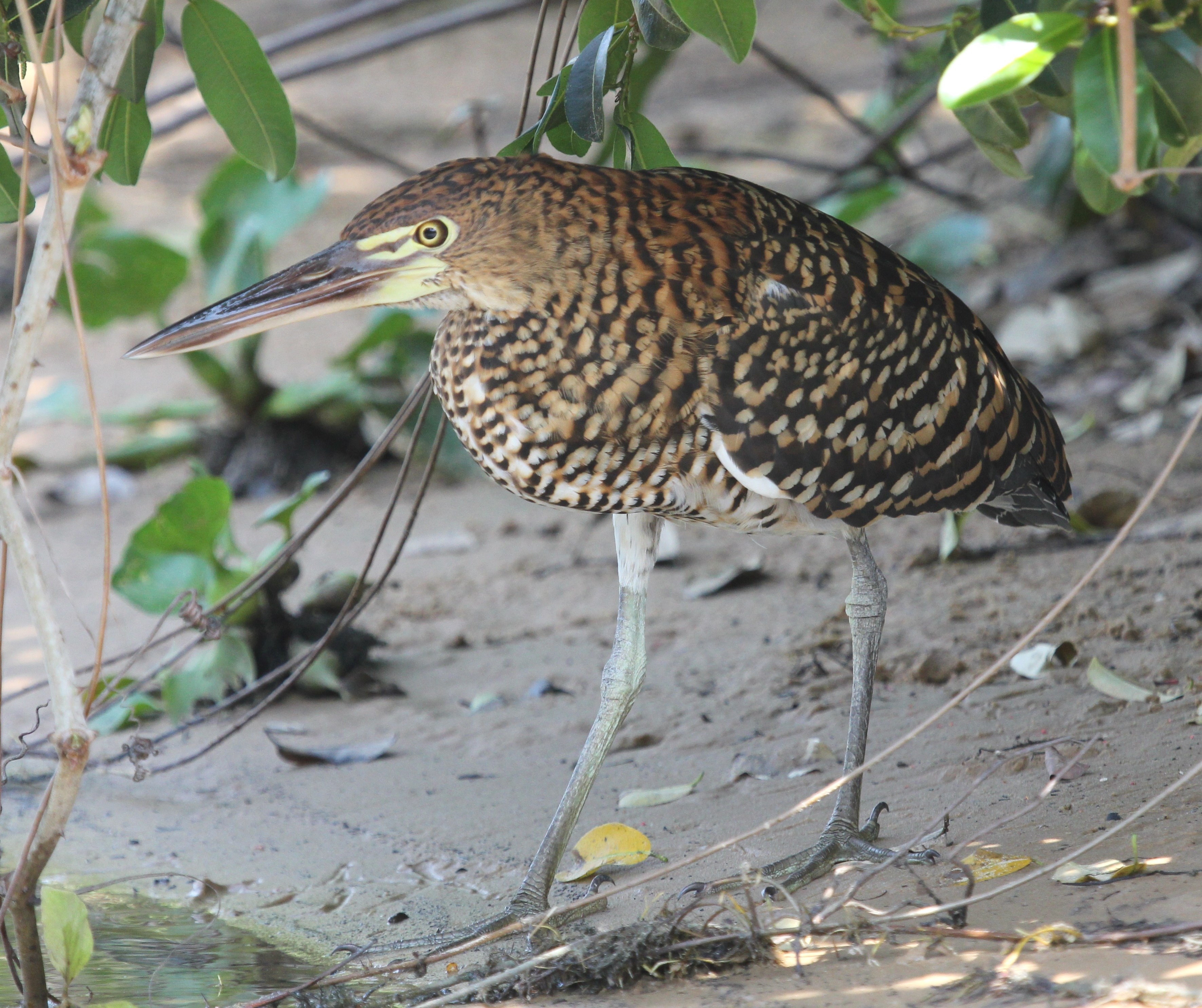
Giovane esemplare nel Pantanal.

L'airone tigrato rossiccio (Tigrisoma lineatum Boddaert, 1783) è un uccello della famiglia degli Ardeidi. È diffuso, con due sottospecie, nel Centro e nel Sudamerica.

## Descrizione
L'airone tigrato rossiccio è un ardeide di medie dimensioni che raggiunge un'altezza di 66–76 cm. Non presenta dimorfismo sessuale.
La testa, i lati della testa e il collo, lungo e relativamente spesso, sono color cannella-castano. Il becco, che può misurare fino a 10 cm, è relativamente lungo. La sua colorazione varia a seconda dell'età e della stagione; il cambiamento del colore, tuttavia, non è stato ancora sufficientemente compreso. In sostanza, si può affermare che il ramo superiore è scuro e quello inferiore è più chiaro. La pelle attorno alla base è gialla. L'iride è di colore variabile dal giallo al marrone chiaro. Il mento è bianco: lungo la parte anteriore del collo corre una striscia longitudinale marrone, che è delimitata su entrambi i lati da strisce bianche. Queste strisce sono particolarmente evidenti soprattutto quando l'airone tigrato solleva la testa o rimane immobile assumendo la posizione tipica dei tarabusi. Il groppone e la coda sono di colore nero-verde, mentre le ali sono grigio scuro. Sia il dorso che le ali sono ricoperti da linee marroni molto sottili e da macchioline dello stesso colore che possono estendersi fino alla testa. Il ventre è grigio con una leggera sfumatura ocra. Le zampe, dotate di tarsi relativamente lunghi, sono di colore nero-oliva sul davanti e verde sul retro.

## Biologia
L'airone tigrato rossiccio si alimenta soprattutto di notte e all'alba, attendendo tranquillamente in piedi l'arrivo della preda. È una specie solitaria che solo raramente viene osservata in coppia. Difende vigorosamente il proprio territorio di alimentazione anche nei confronti di altre specie di aironi. Liti piuttosto violente si verificano soprattutto con gli aironi fischiatori. La sua dieta comprende pesci, cavallette, coleotteri acquatici, larve di libellula e serpenti.
La sua biologia riproduttiva non è stata ancora attentamente esaminata. Il periodo riproduttivo sembra variare a seconda della zona di distribuzione. L'airone tigrato rossiccio non nidifica in colonie, e costruisce il nido su alberi ad alto fusto. Ogni nidiata comprende di solito due uova, che vengono covate dalla sola femmina. Il periodo di incubazione è di 31-34 giorni. Alla nutrizione dei piccoli partecipano entrambi i genitori.
Le popolazioni di airone tigrato rossiccio non sono ancora state studiate nei minimi dettagli. La specie è tuttavia diffusa e localmente comune.

## Distribuzione e habitat
L'airone tigrato rossiccio si trova solamente nel Centro e nel Sudamerica. Nidifica in Guatemala settentrionale, Honduras sud-orientale, Nicaragua orientale, Costa Rica, Colombia, Ecuador sud-occidentale e, a est delle Ande, in Venezuela, Guyana, Suriname, Trinidad e, più a sud, Brasile, Bolivia, Paraguay, Uruguay settentrionale e Argentina nord-orientale. Si tratta di una specie stanziale.
La specie abita generalmente le paludi della foresta tropicale di pianura. È presente nelle zone umide più importanti del Sudamerica. Di tanto in tanto, si rinviene anche nelle foreste paludose, ai piedi delle Ande.

## Tassonomia
Gli studiosi riconoscono due sottospecie di airone tigrato rossiccio:
- T. l. lineatum (Boddaert, 1783) - dall'Honduras fino alla Bolivia nord-orientale e all'Amazzonia brasiliana;
- T. l. marmoratum (Vieillot, 1817) - dalla Bolivia sud-orientale al Brasile meridionale e all'Argentina settentrionale.